# Guillermo Zúñiga
Guillermo Fernández López Zúñiga, més conegut com a Guillermo Züñiga (Conca, 27 d'abril de 1909 - Montalbo, província de Conca, 10 de setembre de 2005) va ser un fotògraf i cineasta espanyol la important obra del qual documental de la Guerra Civil espanyola va ser descoberta l'any 2010, després de la donació de la seva família, i el converteix en un dels grans reporters de guerra del seu temps. Un dels seus negatius en aquest fons correspon a una coneguda imatge de Gerda Taro poc abans de morir i l'autoria de la qual es desconeixia o fins i tot s'atribuïa a la seva parella (Robert Capa).

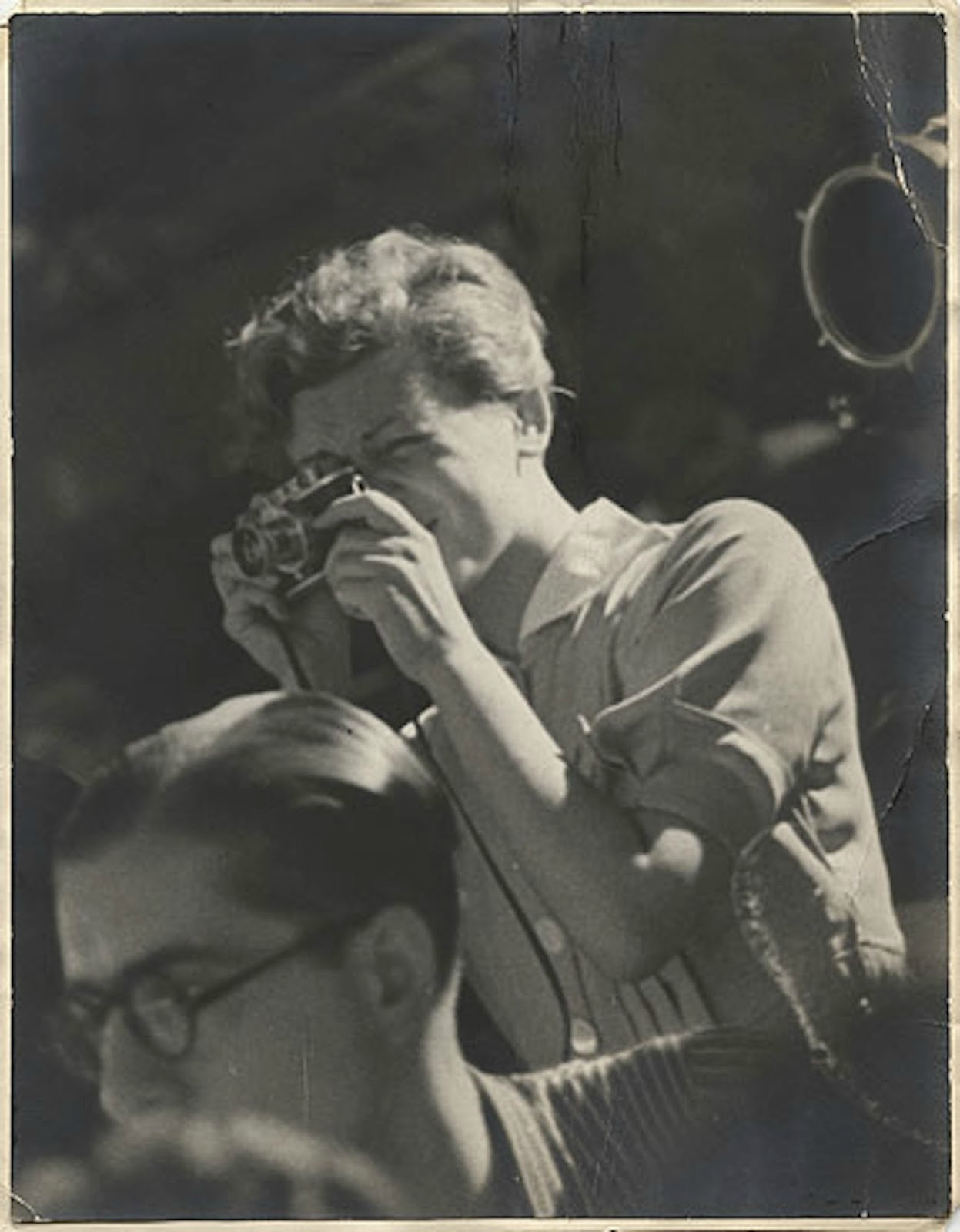
Retallada d'una imatge, anteriorment considerada anònima, en la qual apareix la fotògrafa Gerda Taro. El seu negatiu ha estat trobat en l'obra de Guillermo Zúñiga apareguda l'any 2010.

## Biografia
Guillermo Zúñiga va estudiar el Batxillerat a l'Institut San Isidro de Madrid, entre 1919 i 1925. Posteriorment va fer Ciències Naturals en la Universitat Central, llicenciant-se en 1932. Quan va esclatar la Guerra Civil Espanyola treballava com a professor en l'actual Institut Ramiro de Maeztu de la capital espanyola (llavors conegut com a Institut Escola), a més de dins del camp de la producció cinematogràfica. Simpatitzant comunista, es va involucrar en l'ajuda a la República amb els seus coneixements audiovisuals.
Després de la Guerra Civil Espanyola es va exiliar a França, on va estar reclòs amb la seva família en un dels camps de refugiats en els quals van aïllar als refugiats republicans espanyols. Posteriorment, ja alliberats, va emigrar temporalment a l'Argentina, on es va exercir al cinema.
Finalment se li va oferir treball dins del món del cinema a l'Argentina, on va emigrar en la dècada de 1950.
De tornada en Espanya, l'any 1966 va fundar l'Associació Espanyola per al Cinema i Imatge Científics i en la UNINCI va col·laborar amb Juan Antonio Bardem, de qui es va fer amic personal.

## Llibres
- 2011. Guillermo Zúñiga. La vocación por el cine y la ciencia, editat per la UNED i escrit per María Luisa Ortega Álvarez i Clemente Tribaldos Barajas.[5]

## Fons en Col·leccions (selecció)
- Filmoteca Espanyola
- Filmoteca d'Extremadura
- ASECIC
- Archivo General del Estado Español
- Archivo del PCE

## Premis
Medalles del Cercle d'Escriptors Cinematogràfics
| Any  | Categoria           | Pel·lícules     | Resultat  |
| ---- | ------------------- | --------------- | --------- |
| 1964 | Millor curtmetratge | Aventura de Api | Guanyador |